# Saint-Jacques-de-Thouars
Saint-Jacques-de-Thouars település Franciaországban, Deux-Sèvres megyében. Lakosainak száma 423 fő (2022. január 1.). Saint-Jacques-de-Thouars Saint-Jean-de-Thouars és Thouars községekkel határos.

## Népesség
A település népessége az elmúlt években az alábbi módon változott:
| Lakosok száma | 459  | 453  | 458  | 438  | 435  | 432  | 427  | 424  | 423  |
|               | 2013 | 2015 | 2016 | 2017 | 2018 | 2019 | 2020 | 2021 | 2022 |